# Gilbert Gérintès
Gilbert Antonin Jules Claude Marie Gérintès (ur. 16 sierpnia 1902 w Saint-Étienne, zm. 15 maja 1968 w Meksyku) – francuski rugbysta grający na pozycji rwacza, olimpijczyk, zdobywca srebrnego medalu w turnieju rugby union na Letnich Igrzyskach Olimpijskich w 1924 roku w Paryżu.

## Kariera sportowa
W trakcie kariery sportowej związany był z klubem CASG Paris.
Z reprezentacją Francji zagrał w turnieju rugby union na Letnich Igrzyskach Olimpijskich 1924. Wystąpił w jednym meczu tych zawodów – 4 maja Francuzi rozgromili na Stade de Colombes Rumunię 61–3. Wygrywając z Rumunami, lecz przegrywając z USA zajęli w turnieju drugie miejsce zdobywając tym samym srebrne medale igrzysk.
W reprezentacji Francji w latach 1924–1926 rozegrał łącznie 3 spotkania zdobywając 9 punktów.